# Pasco (stacja metra)
Pasco – stacja metra w Buenos Aires, na linii A. Znajduje się pomiędzy stacjami Congreso a Alberti. Stacja została otwarta 1 grudnia 1913.